# Jamestown (Rhode Island)
Jamestown ist eine Stadt im Newport County, Rhode Island in den Vereinigten Staaten. Das U.S. Census Bureau hat bei der Volkszählung 2020 eine Einwohnerzahl von 5.559 ermittelt.
Jamestown liegt zum größten Teil auf Conanicut Island, der zweitgrößten Insel in der Narragansett Bay.

## Geographie
Das Ortsgebiet von Jamestown befindet sich etwa in der Mitte von Conanicut Island, das am Ausgang der Narragansett Bay zum Atlantik liegt. Mit dem Festland im Westen ist Jamestown durch die Jamestown-Verrazano Bridge verbunden, mit Newport im Osten durch die Newport Bridge. Die Entfernung zu Providence, der Hauptstadt von Rhode Island, und der sie umgebenden Providence Metropolitan Area beträgt etwa 40 Kilometer.

## Bevölkerung
Bei der Volkszählung 2000 lebten 5622 Einwohner in Jamestown. Mehr als 97 % davon waren Weiße. Das Pro-Kopf-Einkommen betrug 38.664 US-Dollar, knapp 3 % der Bevölkerung lebte unter der Armutsgrenze.

## Geschichte
Das Gebiet der Narragansett Bay ist schon seit langer Zeit besiedelt. Die ältesten auf der Insel Conanicut gefundenen Artefakte wurden auf etwa 3000 v. Chr. datiert. Vor der Besiedlung durch Weiße war das Gebiet von den Narraganset und Wampanoag bewohnt.
Narragansett Bay wurde 1524 das erste Mal von dem italienischen Seefahrer Giovanni da Verrazzano besucht, der sich dort jedoch nicht lange aufhielt. Um 1638 wurden Inseln in der Bucht von Holländern und Engländern als Weideplätze für Schafe benutzt, sie zahlten für die Nutzung eine Gebühr an die Narraganset. Auf die Holländer geht der Name Dutch Island zurück, Conanicut Island soll nach dem Narranganset-Häuptling Canonicus benannt sein. 1657 verkauften die Narragansett Dutch Island, Conanicut Island und Gould Island an eine Gruppe weißer Siedler. 1675 wurde der Fährverkehr nach Newport aufgenommen, und 1678 wurde Conanicut Island zum Verwaltungsgebiet der dort gegründeten Stadt Jamestown erklärt. Der Name Jamestown wurde zu Ehren von Prinz James gewählt, dem späteren König James II.
Um das Jahr 1700 lebten etwa 200 Siedler im ländlich geprägten Stadtgebiet. In den darauf folgenden Jahren wurden die Grundzüge des heutigen Straßennetzes gelegt, und 1728 wurde eine Windmühle zum Mahlen von Korn erbaut, um den Mangel an Wasserkraft auszugleichen. Während die umliegenden Städte sich zu belebten Handelsplätzen entwickelten und eine große Zahl von Schiffen unterhielten, blieb Jamestown von Landwirtschaft bestimmt.
Im Amerikanischen Unabhängigkeitskrieg wurden einige Bauwerke von Jamestown zerstört, und der Hafen von Newport war eine Zeit lang unter britischer Besatzung.
Anfang des 19. Jahrhunderts ließen die verbesserten Reisemöglichkeiten durch die Einführung der Dampfschifffahrt und der Eisenbahn einen regen Tourismus entstehen, von dem vor allem Newport profitierte. Conanicut Island wurde ein beliebtes Ausflugsziel für Tagesausflüge und Sommerurlaub, nachdem 1873 der regelmäßige Dampfschiff-Fährdienst zwischen Newport und Jamestown aufgenommen wurde. W. H. Knowles ließ 1873 das Bay View Hotel erbauen, und die Bevölkerung von Jamestown wuchs innerhalb der letzten 30 Jahre des 19. Jahrhunderts auf das Dreifache. Weitere Hotels wurden erbaut, ebenso zahlreiche Gasthäuser, Sommersitze und Privathäuser.

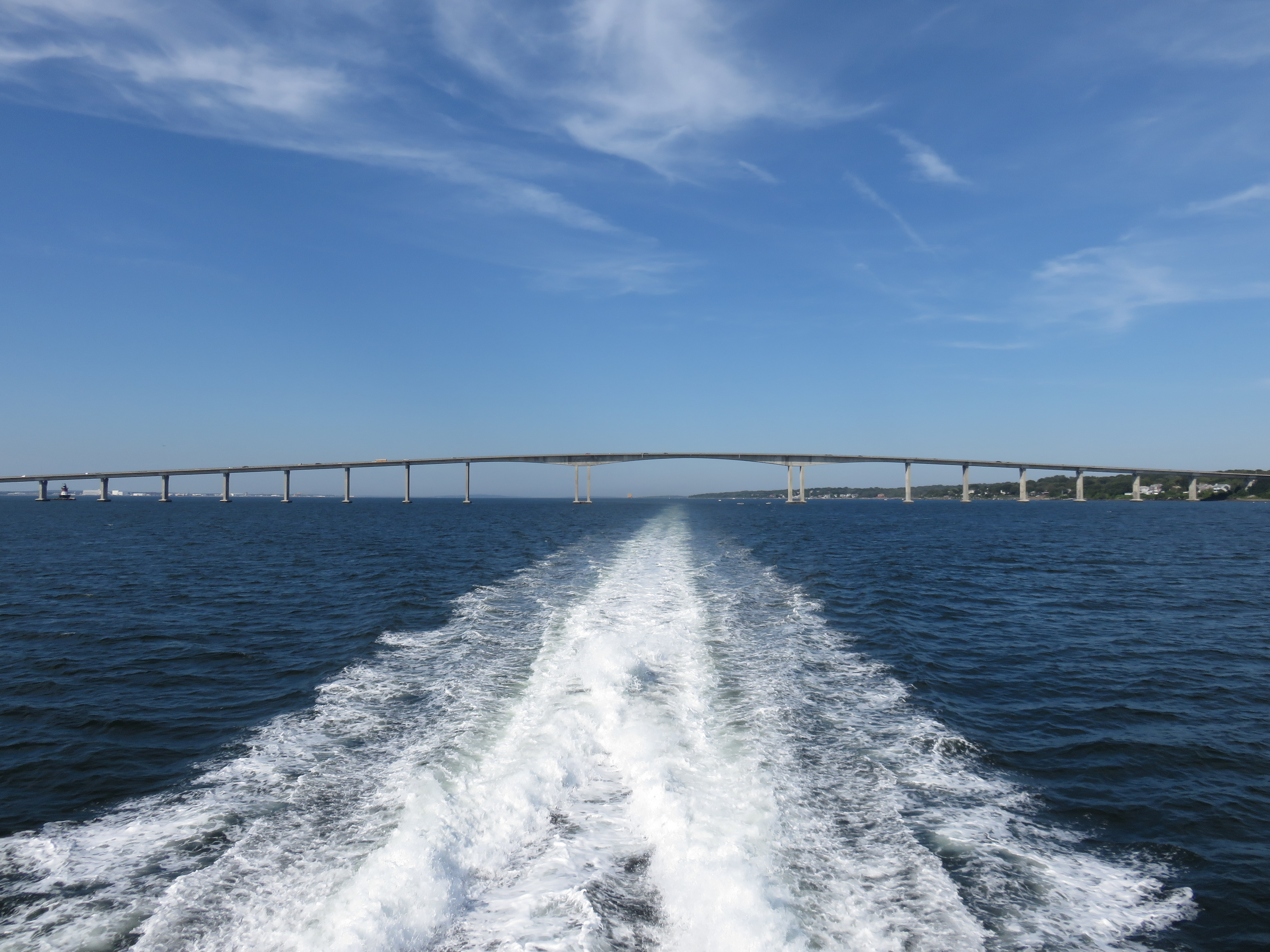
Jamestown Verrazzano von der Narragansett Bay gesehen

Mit dem Aufkommen des Autos begann der Niedergang der großen Hotels in Jamestown. 1940 wurde die erste Brücke erbaut, die Jamestown mit dem Festland verband, die Jamestown Bridge. Das letzte große Hotel in Jamestown, das Bay View Hotel, wurde in den 1960ern geschlossen. 1969 wurde die zweite Brücke erbaut, die Newport (Pell) Bridge. Mit der Fertigstellung der Newport Bridge wurde der regelmäßige Fährverkehr zwischen Jamestown und Newport aufgegeben. 1992 wurde die Jamestown-Verrazano Bridge eröffnet, die eine größere Kapazität als die alte Jamestown Bridge besaß. Gleichzeitig wurde auch ein Highway erbaut, der die Insel über die gesamte Länge durchquerte.
Viele der Einwohner von Jamestown arbeiten außerhalb, und das Wachstum neuer Wohngebiete hat zugenommen. Dennoch hat die Insel einen ländlichen Charakter, und es wird weiterhin Landwirtschaft betrieben.

## Persönlichkeiten
- Eleanor Albert Bliss (1899–1987), Bakteriologin und Hochschullehrerin